# Comuna Deakivka, Burîn
Deakivka (în ucraineană Дяківка) este o comună în raionul Burîn, regiunea Sumî, Ucraina, formată din satele Deakivka (reședința), Hatka, Sapușîne și Șpokalka.

## Demografie
Componența lingvistică a comunei Deakivka
     Ucraineană (96,48%)
     Rusă (2,68%)
     Alte limbi (0,84%)
Conform recensământului din 2001, majoritatea populației comunei Deakivka era vorbitoare de ucraineană (96,48%), existând în minoritate și vorbitori de rusă (2,68%).